# 포켓 룩스

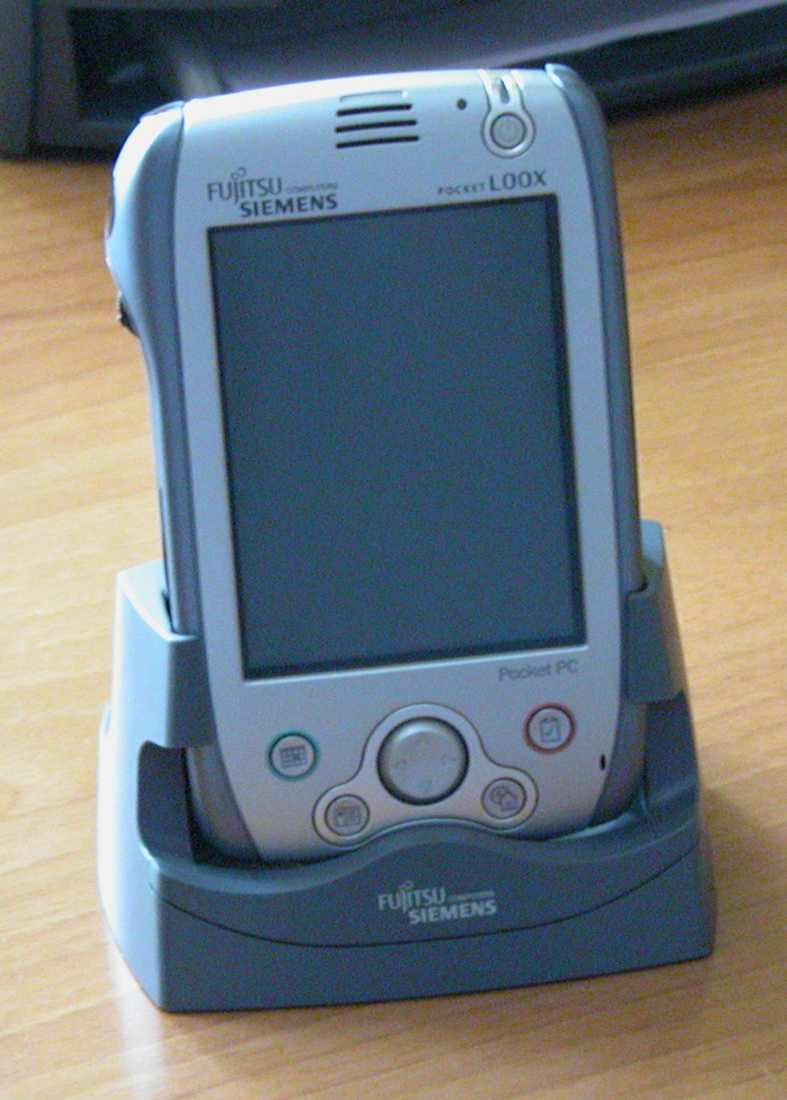
포켓 룩스 600

포켓 룩스(Pocket LOOX)는 후지쯔 지멘스가 개발한 포켓 PC 기반 개인 정보 단말기(PDA)이자 내비게이션 시스템 시리즈였다. 2007년에 중단되었다.

## 제품 비교

### 후지츠 지멘스 포켓 LOOX PDA
포켓 룩스 600은 후지쯔 지멘스와 HTC가 2002년에 출시한 최초의 PDA이다. 내장형 블루투스 모듈과 2개의 확장 슬롯(SD/MMC 및 CF)을 갖추고 있다. 후지쯔 지멘스는 나중에 휴대폰 기능을 제공하는 GPRS 확장 모듈을 출시했다.

### 후지츠 지멘스 포켓 룩스 내비게이션 시스템
포켓 룩스 내비게이션 시스템은 Navigon MobileNavigator|6s로 구동되었다. 37개 유럽 국가를 포괄하는 9개의 지도가 장치와 함께 제공되었다. N100과 N110의 주요 차이점은 N100에는 사용자 액세스 가능한 내장 메모리가 없지만 1GB 미니 SD 카드가 함께 제공된다는 것이다. 반면 N110에는 2GB 내장 메모리와 무료 미니 SD 확장 슬롯이 있었다.

## 같이 보기
- 후지쯔 지멘스 컴퓨터스
- 개인 정보 단말기
- 윈도우 모바일
- 포켓 PC